# Гольдштейн, Григорий Петрович
Григорий Петрович Гольдштейн (имя при рождении — Гершон-Лейзер Перецович Гольдштейн; 1870—1941) — русский и советский фотограф, художник, автор нескольких известных фотографий В. И. Ленина.

## Биография
Гершон-Лейзер Перецович Гольдштейн родился в 1870 году в Харькове (по другим данным — в Одессе) в еврейской семье. Обучился аптекарскому ремеслу, после чего принял православие и взял новое имя Григорий Петрович. Переехал в Москву, где обучался живописи и графике. Затем учился живописи в Европе. В 1907 году стал художником-иллюстратором московской газеты «Утро». Работая ретушёром, он решил серьёзно заняться фотографией. С 1915 года он работал фотокорреспондентом московской газеты «Раннее утро».
Григорий Гольдштейн получил известность как фотолетописец революции. Он сфотографировал события, происходившие в Москве в марте-ноябре 1917 года на Воскресенской, Скобелевской, Арбатской площадях, на Тверской улице, на Пресне, Остоженке, у Брянского вокзала. В 1919 году он был членом агитбригады парохода «Красная звезда».
C Владимиром Лениным он несколько раз встречался лично. Две фотографии вождя, сделанные Гольдштейном, вошли в историю советского фотоискусства. 1 мая 1919 года он запечатлел Ленина на митинге во время открытия временного памятника Степану Разину на Лобном месте. Здесь Ленин запечатлён с вытянутой вперёд правой рукой. В дальнейшем эта фотография вдохновила советских скульпторов на создание множества памятников Ленину. 5 мая 1920 года Гольдштейн сфотографировал Ленина во время выступления с трибуны на Театральной площади перед отрядами войск, отправлявшимися на фронт. На оригинальном снимке позади Ленина на ступенях трибуны стоят Троцкий и Каменев. Позднее фотография была отретуширована цензурой, и Троцкий с Каменевым оттуда исчезли.
Григорий Гольдштейн преподавал в Государственном техникуме кинематографии. Был членом творческих групп нескольких кинорежиссёров. Участвовал в художественных выставках. В 1930-х годах работал заведующим иллюстрационным отделом и фотолабораторией, а также карикатуристом газеты «Вечерняя Москва».
Во время массовых репрессий конца 1930-х годов Григория Гольдштейна арестовали. Его семья была заранее предупреждена, и ещё до ареста Гольдштейна сыновья уничтожили все негативы его снимков, чтобы спасти отца от расстрела. Гольдштейна продержали несколько дней в Бутырской тюрьме, и затем отпустили.
Григорий Гольдштейн скончался в Москве в 1941 году.

## Адреса
Жил на Новослободской улице, дом 33.

## Работы

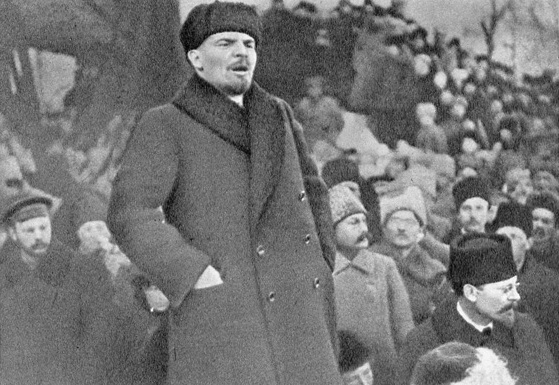
Ленин 18 марта 1919 года на траурном митинге на Красной площади, посвящённом памяти Свердлова
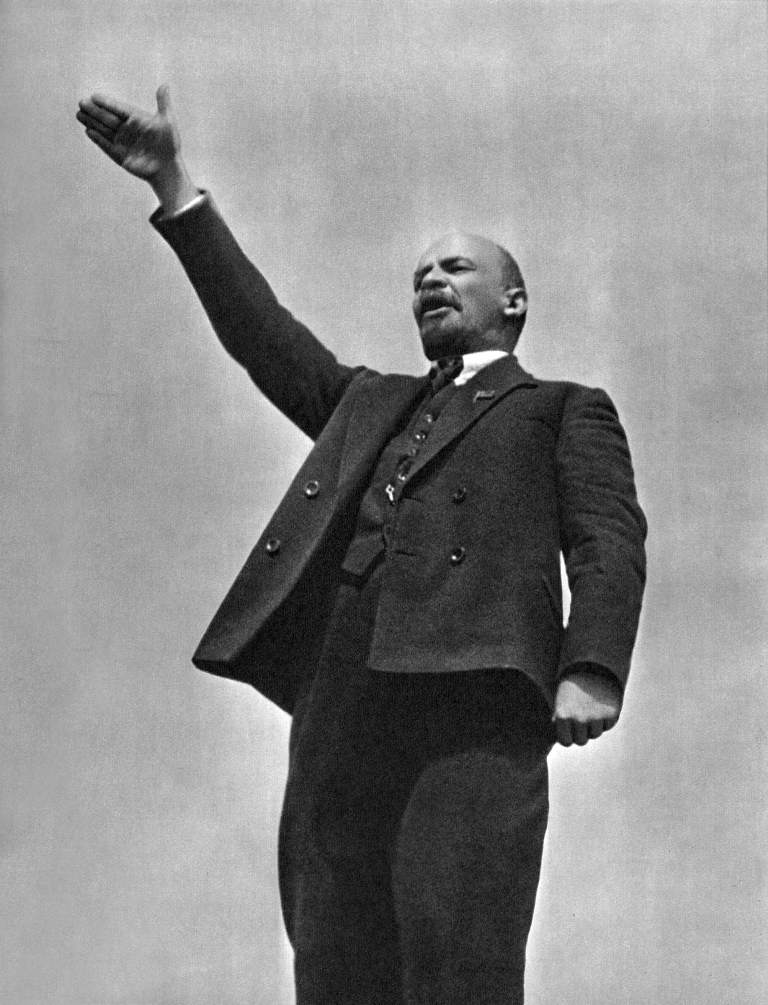
Ленин на Лобном месте 1 мая 1919 года